# 表面等离子共振

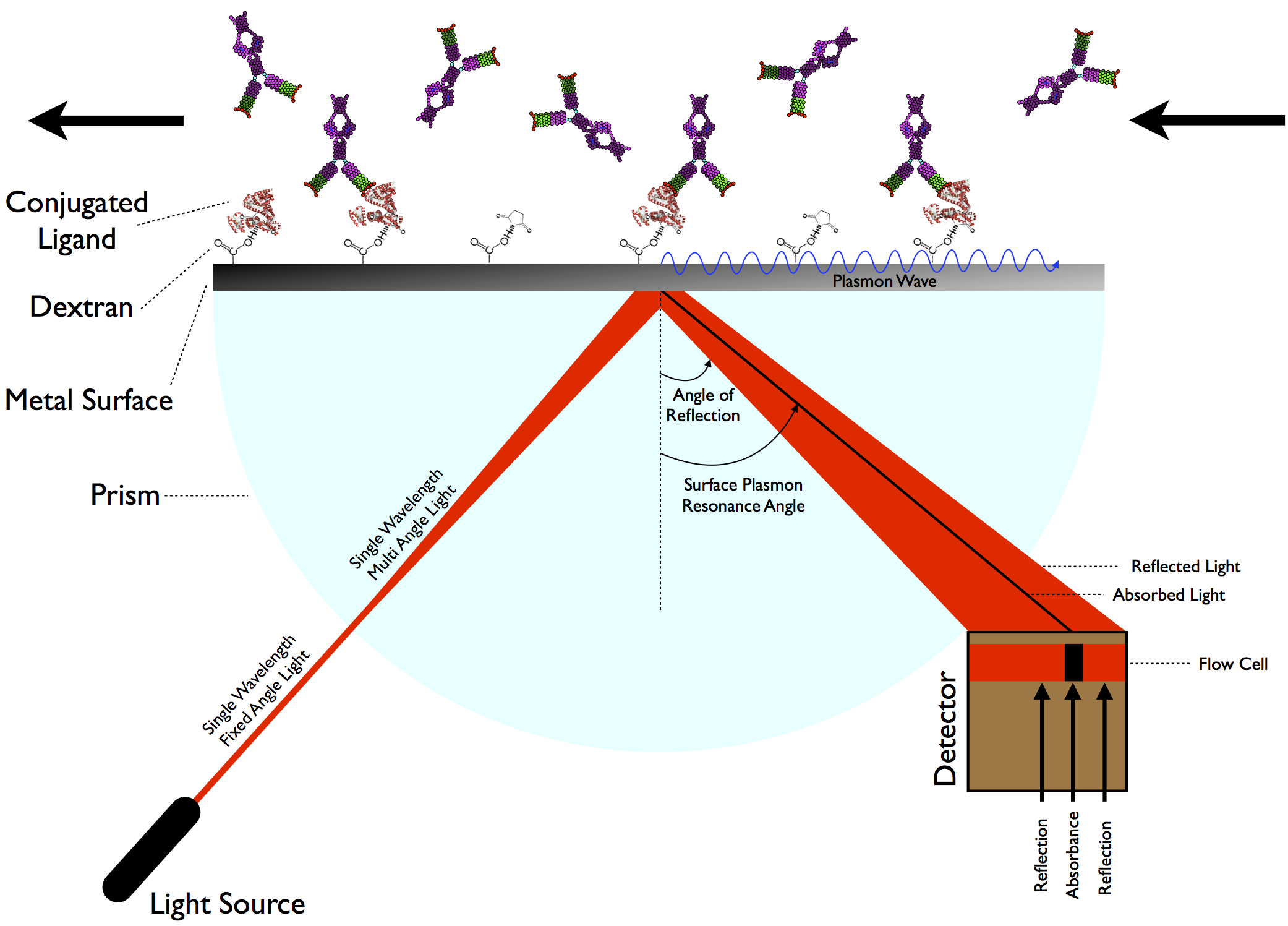
表面等离子共振 (SPR).

位于电导率正负不同材料界面上（实际情况下多在导体表面）的表面等离子），在入射光刺激下发生共振的现象叫做表面等离子共振（英語：Surface plasmon resonance，SPR）。当这一现象具体发生在纳米尺寸金属结构表面时，也被称作局域表面等离子共振（英語：localized surface plasmon resonance，LSPR）。
它被用来设计在金属平面或金属纳米颗粒表面材料吸附情况的标准化测量工具，也是芯片实验室传感器，多种基于颜色的生物传感器，和硅藻光合作用的理论基础。
当入射光通过棱镜等在金属表面发生全反射时，倏逝波会与表面等离子波耦合产生共振。

## 解释
表面等离子体极化是一种非辐射性的电磁表面波，其传播方向与负电导率/介电材料界面平行。由于该波处于导体和外部介质（例如空气、水或真空）的边界上，这些振荡对该边界的任何变化都非常敏感，例如分子对导电表面的吸附。
多种模型（量子理论、Drude模型等）可以用来描述表面等离子极化的存在和特性。最简单的方法是将每一种材料看作是一个均匀的连续体，以外部介质和表面之间的相对介电常数来描述。这个量，以下称为材料的"介电函数"，就是复介电率。为了使描述电子表面等离子体的术语存在，导体的介电常数的实际部分必须为负值，其幅度必须大于介电体的幅度。这个条件在空气/金属和水/金属界面的红外-可见光波长区域得到了满足（其中金属的实际介电常数为负值，而空气或水的介电常数为正值）。

## 参看
- 電漿子（Plasmon）
- 表面等離激元